# Winona (Minnesota)
Pour les articles homonymes, voir Winona (homonymie).
Winona est le siège de comté de Winona, dans le Minnesota, aux États-Unis.

## Histoire
Des habitants résidaient dans la région depuis 900 ans avant Jésus Christ. Les indiens Mdewakanton, une sous tribu des Sioux, y résidaient. 
Le lieutenant Zebulon Pike quitta le fort Bellefontaine le 9 août 1805, au bord du Mississippi et identifia la localité sur les cartes de l'État. 
Le capitaine Orrin Smith créa la localité le 15 octobre 1851, avec Erwin Johnson.
La localité possédait 815 habitants en décembre 1855 et 3 000 en 1856. En 1855, 20 000 polonais s'installent dans la région. 
Le pont Main Channel Bridge est construit, et le 4 juillet 1891, le premier train traverse la commune.
La ville comptait 19 714 habitants en 1900.

## Transports
La U.S. Highway 14, la U.S. Highway 61, la Minnesota Highway 43 et la Wisconsin State Highway 54 sont les routes qui passent dans la commune.
La ligne de chemin de fer le Amtrak passe dans la commune. 
L'aéroport régional, le Winona Municipal Airport est inauguré en 1970.

## Économie
| #  | Employeurs en 2014                   | # Nombre d'employés |
| -- | ------------------------------------ | ------------------- |
| 1  | Fastenal                             | 1,420               |
| 2  | Winona Health                        | 1,200               |
| 3  | TRW Automotive Electronics           | 775                 |
| 4  | Independent School District 861      | 712                 |
| 5  | Winona State University              | 712                 |
| 6  | WinCraft                             | 420                 |
| 7  | Saint Mary's University of Minnesota | 391                 |
| 8  | RTP                                  | 375                 |
| 9  | County of Winona                     | 291                 |
| 10 | Watlow Controls                      | 290                 |

## Jumelage
- Misato (Miyagi) (Japon)[1]
- Bytów (Pologne)

## Personnalités
- Carol Bartz, informaticienne, ancien dirigeant de Yahoo!.
- Charles H. Berry, juge
- Alec Brown, joueur NBA
- Garrett Heath, athlète
- Elliot Heath, athlète
- Roger Busdicker, industriel
- Tracy Caulkins, nageuse
- Max Conrad, aviateur
- James Earle Fraser (1876–1953), sculpteur
- Paul Giel, athlète
- James Keller, homme politique
- Bob Kierlin, homme politique
- William D. Mitchell, Général
- Thomas H. Moodie, homme politique
- William Windom, acteur
- Winona Ryder, actrice, son nom vient de la ville.